# Turmhügel Emtmannsberg
Der Turmhügel Emtmannsberg ist eine abgegangene Turmhügelburg (Motte) auf einer Terrasse (470 m ü. NHN) etwa 50 Meter nördlich des Schlosses Emtmannsberg in Emtmannsberg im Landkreis Bayreuth in Bayern.
Als Besitzer der Burg werden die Herren von Künsberg und die Herren von Trautenberg genannt.
Von der ehemaligen Burganlage ist nur noch der verflachte Burghügel erhalten.